# Bolbohamatum pyramidifer
Bolbohamatum pyramidifer là một loài bọ cánh cứng trong họ Geotrupidae. Loài này được Krikken miêu tả khoa học năm 1980.